# آنغرمونده
آنغرمونده (بالألمانية: Angermünde) هي مدينة و بلدة ألمانية تقع في ألمانيا في Uckermark.[بحاجة لمصدر] يقدر عدد سكانها بـ 14,598 نسمة .

## المدن التوأمة
مدن إسبلكامب و سبيتال دراو هي مدن توأمة لـآنغرمونده.

## أعلام
- فريدريك هينريتش فون دير هاغن
- جوليا جاغر
- مايك هايديك